# Idiazábal (ort i Argentina)
Idiazábal är en ort i Argentina.   Den ligger i provinsen Córdoba, i den centrala delen av landet, 500 km väster om huvudstaden Buenos Aires. Idiazábal ligger 150 meter över havet och antalet invånare är 1 567.
Terrängen runt Idiazábal är mycket platt. Runt Idiazábal är det glesbefolkat, med 9 invånare per kvadratkilometer.. Närmaste större samhälle är Ordóñez, 15,9 km öster om Idiazábal.
Trakten runt Idiazábal består till största delen av jordbruksmark.